# Rannomstjärnen
Rannomstjärnen är en sjö i Åre kommun i Jämtland och ingår i Indalsälvens huvudavrinningsområde. Sjön har en area på 0,0572 kvadratkilometer och ligger 553,6 meter över havet.

## Delavrinningsområde
Rannomstjärnen ingår i det delavrinningsområde (705290-136492) som SMHI kallar för Utloppet av Kallsjön. Medelhöjden är 437 meter över havet och ytan är 329,29 kvadratkilometer. Räknas de 260 avrinningsområdena uppströms in blir den ackumulerade arean 2 999,17 kvadratkilometer. Avrinningsområdets utflöde Indalsälven mynnar i havet. Avrinningsområdet består mestadels av skog (41 procent). Avrinningsområdet har 158,06 kvadratkilometer vattenytor vilket ger det en sjöprocent på 48 procent.